# Gola del Piottino
La gola del Piottino è situata in alta Leventina, in Svizzera.

## Storia
La gola è stata creata dal transito dell'acqua che, per millenni, ha eroso la pietra. Gli abitanti del canton Uri, utilizzavano questa via a partire dal 1500 e, dal pagamento di un dazio per l'accesso alla gola, gli abitanti del luogo traevano una fonte di guadagno significativa. Nel 1820, per via dell'affacciarsi sul panorama dei trasporti di nuovi mezzi, quali le diligenze, è stata avviata la realizzazione di una strada carrabile. Nel 2003 è stato riaperto al pubblico il sentiero originario, dopo un intervento di restauro costato 2 milioni di franchi, in parte finanziato da un lascito ereditario.